# Федоровка (Новокузнецький район)
Фе́доровка (рос. Федоровка) — селище у складі Новокузнецького району Кемеровської області, Росія. Входить до складу Сосновського сільського поселення.

## Населення
Населення — 127 осіб (2010; 167 у 2002).
Національний склад (станом на 2002 рік):
- росіяни — 96 %